# 91 TCN
Năm 91 TCN là một năm trong lịch Julius. 

## Mất
- Vệ Tử Phu
- Vương Ông Tu